# Elim (Alaska)
Pour les articles homonymes, voir Elim.
Elim est une localité d'Alaska aux États-Unis située dans la Région de recensement de Nome, Sa population était de 330 habitants en 2010.

## Situation - climat
Elle est située au nord-ouest de la baie Norton sur la Péninsule de Seward, à 154 km à l'est de Nome et à 740 km au nord-ouest d'Anchorage.
Les températures moyennes vont de −22 °C à −13 °C en janvier, et de 8 °C à 17 °C en juillet.

## Histoire
La communauté primitive faisait partie du peuple Iñupiat qui l'avait nommée Nuviakchak. Le mode de vie des habitants était parfaitement adapté à leur environnement, chaque tribu possédant une aire bien définie de chasse et d'exploitation. L'endroit devint une réserve fédérale de rennes en 1911. En 1914, le révérend L.E. Ost fonda une mission et une école appelée Elim Mission Roadhouse.
L'Iditarod Trail Sled Dog Race y passe chaque année.
Les habitants d'Elim vivent de chasse, de pêche, et de culture maraîchère pour leur subsistance personnelle.

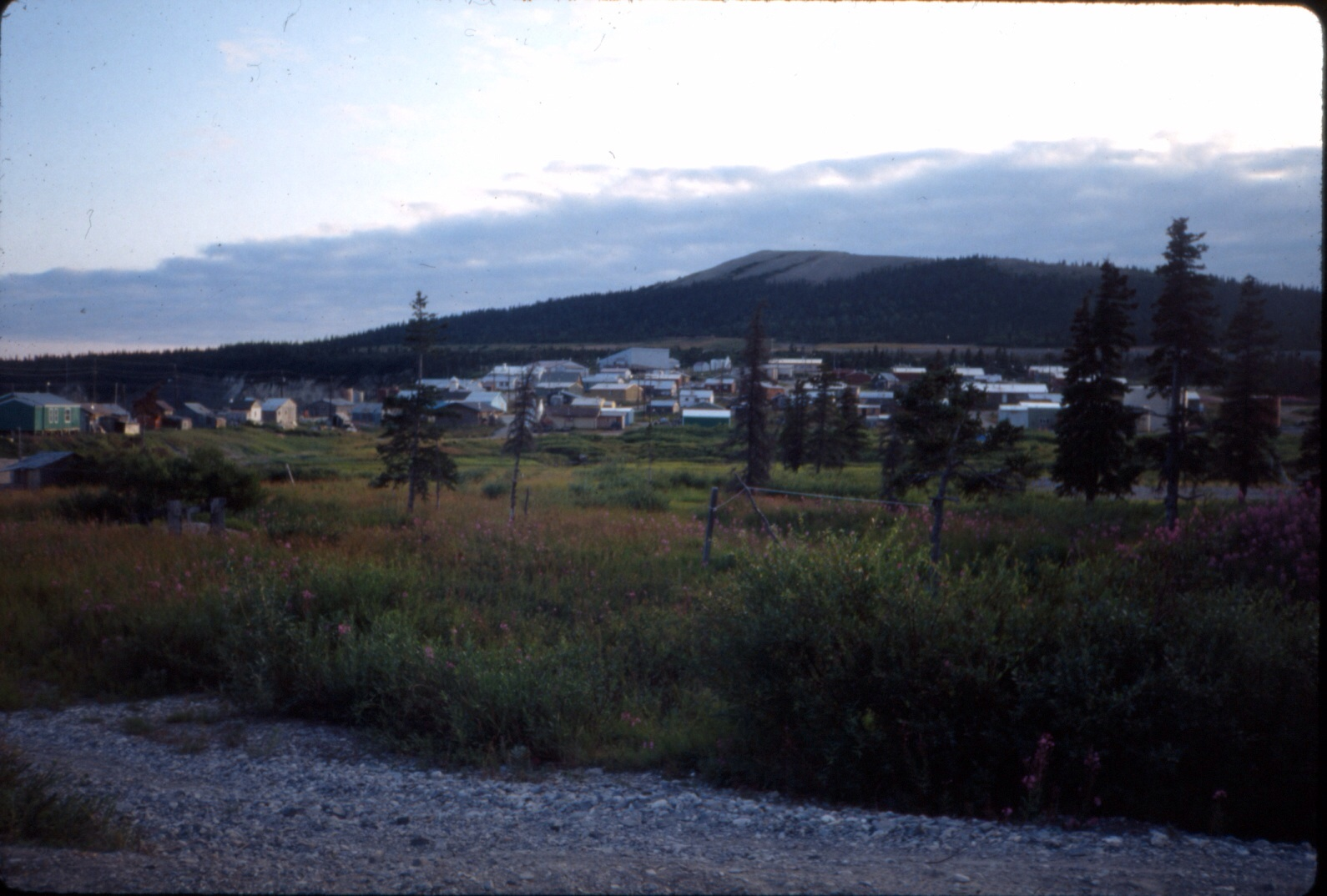
Elim, Alaska

## Démographie
| 1920 | 1930 | 1940 | 1950 | 1960 | 1970 |
| ---- | ---- | ---- | ---- | ---- | ---- |
| 162  | 97   | 100  | 154  | 145  | 174  |

| 1980 | 1990 | 2000 | 2010 | - | - |
| ---- | ---- | ---- | ---- | - | - |
| 211  | 264  | 313  | 330  | - | - |

### Source
- (en) CIS